# 은빛 안장
《은빛 안장》(영어: Silver Saddle)/이탈리아어: Sella d'argento)는 1978년에 제작된 이탈리아 영화이다.

## 출연
- 줄리아노 젬마 - 로이
- 스벤 발세키 - 토마스
- 제프리 루이 - 스네이크
- 신지아 몬레알레 - 마가렛
- 에토레 만니 - 베넷
- 지아니 드 루이지 - 터너

## 한국판 성우진 (MBC, 1989년 7월 8일)
- 박일 - 로이(줄리아노 젬마)
- 이선호 - 토마스(스벤 발세키)
- 김남수 - 바텐더(세르지오 레오나르디)
- 이규연 - 스네이크(제프리 루이스)
- 김태훈 - 베넷(에토레 만니)
- 김명수 - 로이의 아버지(아구스틴 베스코스)
- 양윤선 - 신부(카를로 젠틸리)
- 최상기 - 총잡이(후안 안토니오 루비오)
- 정숙경 - 실바(리시니아 렌티니)
- 박영희 - 마가렛(신지아 몬레알레)
- 홍혜정 - 페기(카리나 베릴러)
- 김관철 - 가린차(앨도 샘브렐)
- 곽대홍 - 가린차의 부하(쥬앙 고메즈)
- 이병식 - 프래처(도날드 오브라이언)
- 이윤연 - 터너(지아니 드 루이지)
- 황윤걸 - 루크(마리오 필리포)
- 김강산 - 보안관(필립 허센트)